# フレンズ (バンド)
フレンズは、日本の3人組バンド。2015年結成。所属芸能事務所は山脈。公式ファンクラブは「フレンズの森」。

## 概要
リーダーは長島涼平。バンド名の由来はえみそんが見た『フィリピンパブ フレンズ』と書かれた看板である。メンバーは自らを神泉系バンドと称している。
同い年のベーシスト、えみそん・ひろせひろせが意気投合し、制作された楽曲を聞いた長島涼平がバンド結成を勧め、ひろせひろせの誕生日企画として、一度きりのバンドとして結成されたことが、フレンズとしての活動のきっかけ。この時は三浦太郎はまだ未加入。後にギターとして加入。
2020年12月30日より、ひろせひろせが無期限の活動休止期間に入った後、2021年4月30日をもって脱退を発表。また2024年6月7日に行われたワンマンライブ「フレンズ ワンマンパーティー! -サヨナラ満塁ホームラン-」をもって、関口塁がバンドから卒業。卒業理由は「新しい夢にチャレンジ」するため。

## メンバー
えみそん（1990年11月10日（34歳） - ）：ボーカル・作詞・作曲。
東京都板橋区出身。
元THEラブ人間、元ボタン工場。
現在はソロ(おかもとえみ名義)、科楽特奏隊でも活動。
バンド名の名づけ親。
父はイラストレーターの岡本英郎。ラジオネームは「ゾンビーノひでお」である。
母もイラストレーターの岡本美子。
愛称はえみそん。梅干しとゾンビが好き。
楽曲の振付を担当。
音楽の授業で作った子守唄が初作曲。
ベーシストとして関取花、南波志帆、トミタ栞、原田珠々華などへサポートメンバーとして参加している。
自画像風にしたりせんとくんの顔のクッションを多数持つほどの大のせんとくん好き。
長島涼平（ながしま りょうへい、1984年5月18日（41歳） - ）：ベース・コーラス。
埼玉県北本市出身。北本市の観光大使も務めている。
元the telephonesのメンバー。FINAL FRASH、megsriでも活動。
バンドのリーダー、メンバーのまとめ役。リーダーになったのはUNOで負けたから。
愛称は涼平さん。非常に多趣味であり、特に釣り、野球、サッカーが好きで友人達とフットサルチームを組んでいる。
交友関係も広く音楽関係以外にも友人が多い。既婚者であり、息子がいる。
三浦太郎（みうら たろう、1983年6月28日（42歳） - ）：ギター・ボーカル・コーラス。
長崎県佐世保市出身。福岡に8年間住んでいた。
元HOLIDAYS OF SEVENTEEN。現在はソロでも活動。
sumikaやReGretGirlのライブやレコーディングにゲストメンバー（サポート）で参加。
アルバム収録「元気D.C.T〜プロローグ〜」ではえみそんと共にメインボーカルを務める。
愛称は太郎君。メンバー最年長。ラーメンが付き好き。
パワー・ポップを敬愛しており、特にウィーザーをリスペクトしている。
フレンズの代表曲のひとつである「Love,ya!」は三浦太郎の作曲である。
弟がフレンズのスタッフをしている。既婚者であり、子供がいる。

### サポートメンバー
山本 健太（やまもと けんた、1984年10月29日 - ）：キーボード。
北海道帯広市出身。
元オトナモード。現在はキーボーディスト／アレンジャーとしてフレンズをはじめとする様々なアーティストと共演している。

### 旧メンバー
関口 塁（せきぐち るい、1988年10月14日（36歳） - ）：ドラムス・コーラス。
長野県長野市出身。
元The Mirraz、現在はSMTMでも不定期で活動。
「暇そうだったから」と長島に誘われ加入。The Mirraz脱退後一度は音楽の道を諦めイベント製作会社に就職。その後、フレンズの活動に専念するため退社。
愛称は塁君。
ガンダム、プロレス、水曜どうでしょう、キン肉マン、川崎フロンターレなどが好き。
クラブミュージックを好んで聴いていて自身もDJとして活動していた時期がある。
音楽を始めたきっかけは、学生時代に友人と行ったトイザらスで売られていたキッスのフィギュアを見て衝撃を受けたことである。
2024年3月8日、2024年6月7日に渋谷「フレンズ　ワンマンパーティー！-サヨナラ満塁ホームラン-」をもって卒業すると発表。
ひろせひろせ（1990年6月8日（35歳） - ）：キーボード・ボーカル・MC・ギター・作詞・作曲。
東京都新宿区出身。
nicotenではベーシストとして活動。
フレンズではほぼすべての楽曲を作曲していた。
作曲では「イントロで人の心をつかむ名イントロに名曲アリ」を信条としている。
Sexy Zone、A.B.C-Z、TravisJapan、真野恵里菜、M!LK、SILENT SIREN、SHE IS SUMMER、グッバイフジヤマ、西恵利香などに楽曲提供、プロデュースをしている。
CMソングも多数担当しており、プロスタイルクラシエ、オランジーナ100、マックシェイク（歌唱のみ）も担当している。
SILENT SIRENの梅村妃奈子とは10代の頃からの友人である。
太田プロのお笑いコンビアルコ&ピース酒井健太率いる若手芸人の派閥「酒井軍団」にミュージシャン代表として参加している。
愛称はひろせ。食べることが好き。　
2021年4月30日、脱退を発表。

## ディスコグラフィ

### 配信限定シングル
|      | 発売日         | タイトル                                | レーベル                        | 備考                     |
| ---- | -------------- | --------------------------------------- | ------------------------------- | ------------------------ |
| 1st  | 2016年4月13日  | 夜にダンス                              | FRIENDS                         |                          |
| 2nd  | 2016年5月25日  | Love,ya!                                | FRIENDS                         |                          |
| 3rd  | 2017年6月30日  | 夏のSAYにしてゴメンネ♡                  | Pimalayas Records               |                          |
| 4th  | 2018年4月14日  | NO BITTER LIFE                          | Pimalayas Records               |                          |
| 5th  | 2019年3月1日   | タイミング〜Timing〜 フレンズcover ver. | FRIENDS                         |                          |
| 6th  | 2019年4月19日  | iをyou                                  | Sony Music Entertainment(Japan) |                          |
| 7th  | 2019年11月27日 | ボルテージ!                             | Sony Music Labels               |                          |
| 8th  | 2020年8月19日  | 8月31日の行方                           | Sony Music Labels               |                          |
| 9th  | 2020年10月28日 | いいんじゃない？                        | Sony Music Labels               |                          |
| 10th | 2021年1月10日  | 約束                                    | Sony Music Labels               | PVロケ地、神奈川県鎌倉市 |
| 11th | 2021年4月30日  | 急上昇あたしの人生                      | Sony Music Labels               |                          |
| 12th | 2022年6月8日   | cruising memories                       | Lychee Label                    |                          |
| 13th | 2023年3月22日  | ヤッチマイナ!                           | Lychee Label                    |                          |
| 14th | 2023年4月19日  | OKASHi NA DEAi                          | Lychee Label                    |                          |
| 15th | 2023年5月17日  | きっと私は大丈夫                        | Lychee Label                    |                          |
| 16th | 2023年10月18日 | 煙のジャンクション                      | Lychee Label                    |                          |
| 17th | 2024年1月10日  | good time                               | Lychee Label                    |                          |

### 参加作品
| 発売日       | タイトル                                             | 収録曲                                       | 備考         |
| ------------ | ---------------------------------------------------- | -------------------------------------------- | ------------ |
| 2021年4月2日 | DVNA『Sushi In Tokyo (with フレンズ) [TOKYO REMIX]』 | Sushi In Tokyo (with フレンズ) [TOKYO REMIX] | 配信シングル |

## タイアップ
| 曲名                                     | タイアップ                                                             |
| ---------------------------------------- | ---------------------------------------------------------------------- |
| Hello New Me!                            | hummel 『hummel loves music』プロジェクト タイアップソング             |
| NO BITTER LIFE                           | サッポロビール「ホワイトベルグ」TVCMソング                             |
| TITLE ROLE                               | 映画「ヌヌ子の聖★戦〜HARAJYUKU STORY〜」挿入歌                         |
| 楽しもう                                 | 日活 映画「今日も嫌がらせ弁当」主題歌                                  |
| iをyou                                   | テレビ東京系ドラマ24「きのう何食べた?」エンディングテーマ              |
| おいでよラジオパーク〜どっちかならYES!〜 | ニッポン放送『ニッポン放送 THEラジオパーク in 日比谷2019』テーマソング |
| ボルテージ!                              | 『しずおか市町対抗駅伝』テーマソング                                   |
| あくびをすれば                           | 日本テレビ系 テレビアニメ「ハクション大魔王2020」エンディング・テーマ  |
| 約束                                     | テレビアニメ「ホリミヤ」エンディングテーマ                             |
| 急上昇あたしの人生                       | ひかりTVオリジナルドラマ『取り立て屋ハニーズ』主題歌                   |
| OKASHi NA DEAi                           | 長崎県佐世保市 スイーツ専門店「OKASHi NA DEAi」テーマソング            |
| 煙のジャンクション                       | テレビ東京系ドラマプレミア23『けむたい姉とずるい妹』エンディングテーマ |

## ライブ・イベント

### ワンマンライブ・主催イベント
- 2016年5月1日 - シチュエーションコメディvol.1
- 2016年7月31日 - フレンズ pre. 1stMiniAlbum「『ショー・チューン』リリースパーティー〜フレンズのフレンズ大集合!〜」
- 2016年11月3日 - 13日 - ワンマンツアー「シチュエーション・コメディ season1」
- 2017年4月4日 - 13日 - フレンズ「ベビー誕生!」インストアイベント
- 2017年5月12日 - 6月30日 - 〜ベビー誕生!リリース記念〜フレンド申請ツアー2017
w/Awesome City Club / 9mm Parabellum Bullet / Czecho No Republic / FOLKS / lovefilm / NECOKICKS / THE BOY MEETS GIRLS / アカシック / 南波志帆 / 関取花
- 2017年5月28日 - フレンズよしフェス ベビー誕生!RELEASE PARTY
- 2017年9月15日 - 29日 - シチュエーション・コメディ season2
- 2017年12月3日 - フレンズ 『プチタウン』発売記念 インストアイベント
- 2018年1月27日 - 28日 - petit town release tour グランパーティー!
- 2018年4月14日 - フレンズのフレンズ大集合〜日比谷野音でコラボ祭〜
w/Creepy Nuts / えつこ / 菅原卓郎 / 中村和彦 / 芹澤優真 / TGMX / NARI / MANAMI / 山崎正太郎 / 関取花
- 2018年6月15日 - 29日 - ベッドサイドミュージックepリリース記念〜フレンド申請ツアー2018〜
w/SPECIAL OTHERS / サンボマスター / bonobos
- 2018年10月5日 - 11月29日 - 〜コン・パーチ! Release Tour〜 シチュエーション・コメディ season3
- 2019年1月31日 - 2月3日 - 2019新春ワンマンライブ「グランパーティー!」
- 2019年6月6日 - 青春チャレンジツアー〜えみそん、ブクロでアゲアゲ3本勝負〜
- 2019年6月9日 - 青春チャレンジツアー〜でんでらりゅうばでてくるばってん、おいたいのくんちば始めんばっちゃなか〜
- 2019年6月21日 - 青春チャレンジツアー〜北浦和KYARA20周年おめでとう!いつも東京なんだから、たまにはみんなが埼玉に来なさいたま!〜
- 2019年6月27日 - 青春チャレンジツアー〜長野市出身の俺ですが仲良くしてください松本の人〜
- 2019年6月29日 - 青春チャレンジツアー〜ひろせの生まれた街でひろせのワガママを聞いてもらう日〜
- 2019年11月1日 - 2020年1月12日 - 秋ワンマンツアー『シチュエーション・コメディseason4』
- 2020年12月15日 - Dive/Connect @ Zepp Online
- 2021年5月29日 - 6月5日 - フレンズワンマンツアー "UNO!"
- 2021年10月15日・22日 - フレンズ 2nd Full Album「SOLAR」 Release Party「SOLAR POWER!」
- 2022年2月10日・23日 - フレンズ Billboard Live Tour 2022 〜La notte〜
- 2022年7月7日 - 8月19日 - Superb TOUR 2022-
- 2023年1月22日 - New Year Live 2023
- 2023年6月8日 - 結成8周年記念 フレンズスペシャル生配信ライブ
- 2023年7月6日 - 14日 - フレンズ -愛をやめないTOUR 2023-
- 2024年3月8日 ‐ 5月31日 - フレンズ 3rd Full album「ユートピアン」 Release TOUR「pair」

## メディア出演歴

### ラジオ
- フレンズのオールナイトニッポンR（2017年12月30日、ニッポン放送）
- フレンズのオールナイトニッポン0(ZERO)（2019年6月22日、ニッポン放送）

### テレビ
- シブヤノオト and more FES.（2019年9月7日、NHK総合）
- 高見沢俊彦の美味しい音楽 美しいメシ（2023年12月1日、BS朝日）[20]